# Rick Flens
Rick Flens (Zaandam, Países Bajos, 11 de abril de 1983) es un ciclista neerlandés que fue profesional entre 2003 y 2015.

## Biografía
Después de muchos años en el equipo Van Vliet-EBH Advocaten donde consiguió sendas victorias en carreras no oficiales como la de OZ Wielerweekend en 2003 y 2005 (en ese año además con una etapa) y en el Tour del Sur de Holanda en 2005, Rick Flens se enroló en 2006 en el equipo filial del Rabobank. En solo un año en este equipo consiguió cuatro victorias contrarreloj, la más importante fue la 4.ª etapa del Tour de Poitou-Charentes por delante de Sylvain Chavanel, quedando segundo de la general final por detrás del propio Chavanel. 
Flens pasó al primer equipo en 2007. Ese año ganó la etapa contrarreloj de la Vuelta a Dinamarca, y demostró sus cualidades de rodador terminando quinto la Vuelta a Bélgica. En agosto de 2007, terminó tercero en el Campeonato de los Países Bajos de Contrarreloj. Sus resultados en 2008 fueron menos notorios, a excepción de un sexto lugar en los Tres días de La Panne.

## Palmarés
2006
- 1 etapa del Tour de Olympia
- 1 etapa del Tour de Poitou-Charentes
- 1 etapa del Tour de la Somme

2007
- 1 etapa de la Vuelta a Dinamarca
- 3.º en el Campeonato de los Países Bajos Contrarreloj

2009
- 3.º en el Campeonato de los Países Bajos Contrarreloj

2015
- 2.º en el Campeonato de los Países Bajos Contrarreloj

## Resultados en Grandes Vueltas
Durante su carrera deportiva consiguió los siguientes puestos en las Grandes Vueltas:
| Carrera | Carrera         | 2003 | 2004 | 2005 | 2006 | 2007 | 2008 | 2009 | 2010  | 2011  | 2012 | 2013 | 2014  | 2015  |
| ------- | --------------- | ---- | ---- | ---- | ---- | ---- | ---- | ---- | ----- | ----- | ---- | ---- | ----- | ----- |
|         | Giro de Italia  | —    | —    | —    | —    | —    | —    | —    | 135.º | 155.º | —    | —    | 132.º | 144.º |
|         | Tour de Francia | —    | —    | —    | —    | —    | —    | —    | —     | —     | —    | —    | —     | —     |
|         | Vuelta a España | —    | —    | —    | —    | —    | —    | —    | —     | —     | —    | —    | —     | —     |

—: no participa

Ab.: abandono

## Equipos
- Van Vliet-EBH-Advocaten (2003-2005)
- Rabobank Continental Team (2006)
- Rabobank/Blanco/Belkin/Lotto NL (2007-2015)
  - Rabobank (2007-2012)
  - Blanco Pro Cycling Team (2013)[2]
  - Belkin-Pro Cycling Team (2013-2014)
  - Team Lotto NL-Jumbo (2015)